# RTGS

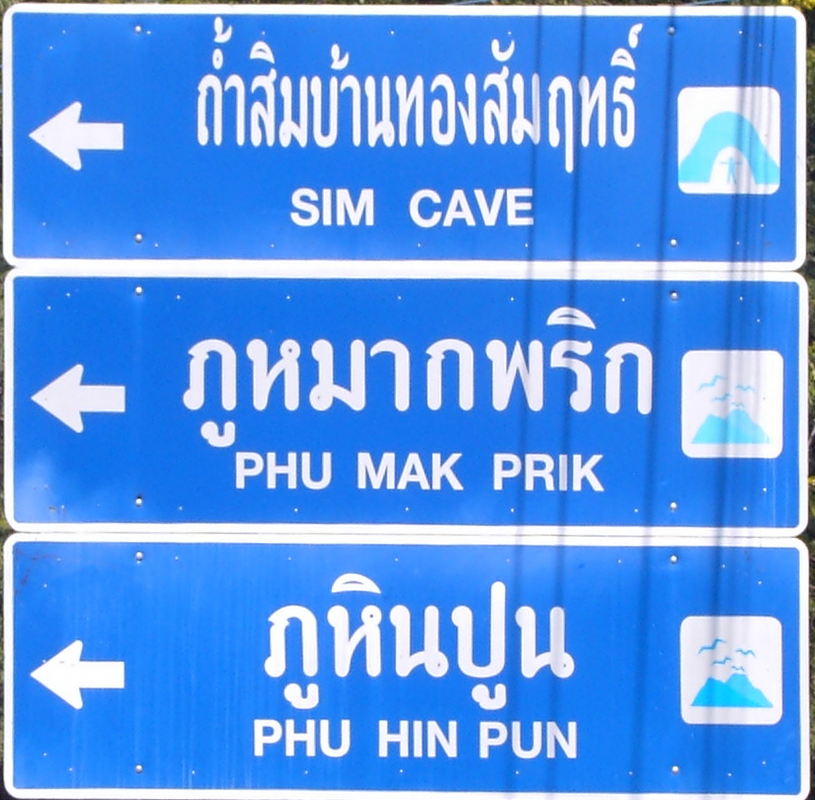
Transcriptie volgens het RTGS op een bewegwijzeringsbord

RTGS (Royal Thai General System of Transcription) is het officiële systeem voor het omzetten van tekst in het Thais alfabet naar tekst in het Latijnse alfabet. Het is vastgesteld door het Royal Institute van Thailand. De Thaise overheid hanteert het systeem (hoewel niet altijd consequent) voor geografische namen, familienamen en voor haar eigen publicaties.

## Geschiedenis
Een eerder systeem werd in 1913 door Koning Rama VI geïntroduceerd, toen in Thailand het familienamensysteem werd ingevoerd.
De eerste versie van RTGS ontstond in 1939 als voortzetting van het door Koning Rama VI geïntroduceerde systeem. Deze eerste versie bestond eigenlijk uit twee deelsystemen:
- een algemeen systeem dat de meeste overeenkomsten heeft met de latere versies
- een precies systeem waarin ook tonen en niet-uitgesproken letters werden weergegeven

Beide deelsystemen maakten gebruik van diakritische tekens, waardoor ze in de praktijk lastig in gebruik bleken. Hierdoor is deze eerste versie nooit populair geworden. Een tweede versie ontstond in 1968, en werd ook door de overheid als standaard aangenomen voor geografische namen. De derde (huidige) versie dateert uit 1999.

## Belangrijkste kenmerken
Alle Thaise lettertekens worden omgezet naar standaard letters uit het Latijnse alfabet, waarbij geen diakritische tekens worden gebruikt. Het hoofddoel van de transcriptie is geschreven tekst en dus niet de uitspraak. Toch is de uitspraak wel een belangrijk uitgangspunt geweest en is er voor een deel gebruikgemaakt van het Internationaal Fonetisch Alfabet (hierna afgekort tot IPA: International Phonetic Alphabet), waarbij het gebruik van specifieke IPA-tekens is vermeden. Zo worden tekens als 'ɯ' en 'ŋ' niet gebruikt, en worden tekens als 'æ', 'œ' en 'ʰ' wel overgenomen, maar dan als de losse letters 'ae' en 'oe' respectievelijk de gewone 'h'.
Een Thais medeklinkerteken kan op twee manieren worden uitgesproken, afhankelijk van de plaatsing in een lettergreep. Een 'ซ' wordt bijvoorbeeld aan het begin van een lettergreep uitgesproken als 's', maar aan het einde als een 't'; in RTGS worden ze daarom ook als 's' respectievelijk 't' geschreven. Alle geaspireerde medeklinkers worden aan het einde van een lettergreep ongeaspireerd uitgesproken. In RTGS worden deze dus als 'kh', 'ph' en 'th' geschreven als het een beginmedeklinker is en worden dezelfde Thaise lettertekens als 'k', 'p' en 't' geschreven als het een eindmedeklinker is.
Ook de transcriptie van klinkers is voor een deel op het IPA gebaseerd; de enkelvoudige klinkers 'a', 'e', 'i', 'o' en 'u' worden uitgesproken als in het Duits (op de 'u' na is dat als in het Nederlands; de 'u' staat namelijk voor de Nederlandse 'oe' klank). Ook lijken er meer uitspraakwijzen van de Duitse taal te zijn gebruikt, zoals een klinker die na de transcriptie wordt geschreven als 'oe' qua uitspraak gelijkenis vertoont met de Duitse 'ö' (ook wel als 'oe' geschreven), en zo is ook 'ue' een klank is die gelijkenis vertoont met de Duitse 'ü' (ook wel als 'ue' geschreven).

## Transcriptie tabel
In deeltabel 'medeklinkers' worden beide transcriptiewijzen weergegeven: die aan het begin en die aan het einde van een lettergreep. In deeltabel 'klinkers' worden de Thaise klinkertekens geplaatst rond (vóór, boven, achter of onder en combinaties daarvan) een liggend streepje, dat staat voor de beginmedeklinker van de lettergreep.
| Letterteken | Beginpositie | Eindpositie |
| ----------- | ------------ | ----------- |
| ก           | k            | k           |
| ข           | kh           | k           |
| ฃ           | kh           | k           |
| ค           | kh           | k           |
| ฅ           | kh           | k           |
| ฆ           | kh           | k           |
| ง           | ng           | ng          |
| จ           | ch           | t           |
| ฉ           | ch           | -           |
| ช           | ch           | t           |
| ซ           | s            | t           |
| ฌ           | ch           | -           |
| ญ           | y            | n           |
| ฎ           | d            | t           |
| ฏ           | t            | t           |
| ฐ           | th           | t           |
| ฑ           | th           | t           |
| ฒ           | th           | t           |
| ณ           | n            | n           |
| ด           | d            | t           |
| ต           | t            | t           |
| ถ           | th           | t           |
| ท           | th           | t           |
| ธ           | th           | t           |
| น           | n            | n           |
| บ           | b            | p           |
| ป           | p            | p           |
| ผ           | ph           | -           |
| ฝ           | f            | -           |
| พ           | ph           | p           |
| ฟ           | f            | p           |
| ภ           | ph           | p           |
| ม           | m            | m           |
| ย           | y            | -           |
| ร           | r            | n           |
| ฤ           | rue, ri, roe | -           |
| ฤๅ          | rue          | -           |
| ล           | l            | n           |
| ฦ           | lue          | -           |
| ฦๅ          | lue          | -           |
| ว           | w            | -           |
| ศ           | s            | t           |
| ษ           | s            | t           |
| ส           | s            | t           |
| ห           | h            | -           |
| ฬ           | l            | n           |
| ฮ           | h            | -           |

| Letterteken   | Transcriptie |
| ------------- | ------------ |
| –ะ            | a            |
| –ั             | a            |
| รร (gesloten) | a            |
| –า            | a            |
| รร (open)     | an           |
| –ำ            | am           |
| –ิ             | i            |
| –ี             | i            |
| –ึ             | ue           |
| –ื             | ue           |
| –ุ             | u            |
| –ู             | u            |
| เ–ะ           | e            |
| เ–็            | e            |
| เ–            | e            |
| แ–ะ           | ae           |
| แ–            | ae           |
| โ–ะ           | o            |
| –             | o            |
| โ–            | o            |
| เ–าะ          | o            |
| –อ            | o            |
| เ–อะ          | oe           |
| เ–ิ            | oe           |
| เ–อ           | oe           |
| เ–ียะ          | ia           |
| เ–ีย           | ia           |
| เ–ือะ          | uea          |
| เ–ือ           | uea          |
| –ัวะ           | ua           |
| –ัว            | ua           |
| –ว–           | ua           |
| ใ–            | ai           |
| ไ–            | ai           |
| –ัย            | ai           |
| ไ–ย           | ai           |
| –าย           | ai           |
| เ–า           | ao           |
| –าว           | ao           |
| –ุย            | ui           |
| โ–ย           | oi           |
| –อย           | oi           |
| เ–ย           | oei          |
| เ–ือย          | ueai         |
| –วย           | uai          |
| –ิว            | io           |
| เ–็ว           | eo           |
| เ–ว           | eo           |
| แ–็ว           | aeo          |
| แ–ว           | aeo          |
| เ–ียว          | iao          |

## Kritiek
Voor het leren van de Thaise taal heeft RTGS ernstige tekortkomingen:
- de tonen worden niet weergegeven
- er wordt geen onderscheid gemaakt tussen lange (in IPA met 'ː' aangegeven) en korte klinkers
- er wordt geen onderscheid gemaakt tussen de klank 'tsj' en de klank 'dzj', beide worden als 'ch' geschreven
- er wordt geen onderscheid gemaakt tussen de 'a' in lat en de 'aa' in laat, beide worden als 'a' geschreven; dit geldt ook voor de 'o' in bot en de 'oo' in boot, beide worden als 'o' geschreven

## Andere transcriptiesystemen
De uitspraak van enkele RTGS-medeklinkers (zoals 'ph' en 'th'), en ook die van enkele RTGS-klinkers (zoals 'ai'), kan voor Engelstaligen verwarrend zijn. Daardoor zijn er diverse niet-officiële transcriptiesystemen ontstaan. Leerboeken voor de Thaise taal en ook reisgidsen als die van Lonely Planet en Baedeker, hanteren eigen systemen. Op websites die Thais schrift omzetten (en soms ook vertalen) kan vaak worden gekozen voor het gewenste transcriptiesysteem, waarbij naast RTGS en IPA ook enkele andere systemen beschikbaar zijn.

## Voetnoot
1. ↑  Voorbeeld van een website waar uit meerdere transcriptiesystemen kan worden gekozen

## Referentie
- PDF-bestand met uitleg, afkomstig van het Royal Institute (in Thai)